# Симеон Костов
Симеон Костов (15 март 1917 – 1974), известен с прякора си Сиамската котка, е български футболист, вратар. Една от клубните легенди на Локомотив (София).

## Биография
Юноша е на Левски (София). През 1932 г. заминава при брат си за Враца, където играе за Ботев. През 1934 г. постъпва на работа във фабрика „Фортуна“ и играе за едноименния клуб. През 1940 г. преминава в Локомотив (София), където се утвърждава като един от най-добрите български вратари за своето време. Получава прякора „Сиамската котка“ заради изключителната си пъргавина, забележителен рефлекс и ефектни плонжове. Играе за тима 10 години с кратко прекъсване през 1943 г., когато заминава на специализация в Италия.
Изиграва 137 мача в Държавното и Републиканското първенство, в Елитната Софийска дивизия и в А група. Става шампион на страната през 1945, както и носител на националната купа през 1948. През сезон 1948/49 е част от състава на Локомотив, който участва в новосформираната А група, като е твърд титуляр и участва в 17 мача от 18 възможни.
В началото на 1951 г. преминава в Спартак (София) и играе за клуба в А група през сезон 1951 и сезон 1952, като и в двете години става вицешампион. Завършва състезателната си кариера на 36-годишна възраст като футболист на Левски (София). През сезон сезон 1953 записва 18 мача за клуба в първенството и печели титлата.
От 1938 г. получава повиквателни в националния отбор, но първия си мач за „лъвовете“ записва едва през 1946 г. До 1950 г. Костов е част от националния отбор. За България изиграва общо 15 мача.

## Успехи
Локомотив (София)
- Държавно първенство –  Шампион: 1945
- Национална купа –  Носител: 1948

Левски (София)
- А група –  Шампион: 1953